# Nakalipithecus
Nakalipithecus is een geslacht van uitgestorven mensapen dat leefde tijdens het begin van het Laat Mioceen (ongeveer 10 miljoen jaar geleden) in het gebied van het huidige Kenia.

## Vondst en naamgeving
De mensaap is beschreven aan de hand van een fossiel kaakbeen en elf tanden, die in 2005 werden opgegraven door een team van Japanse en Keniaanse onderzoekers in het Nakali-gebied in Noord-Kenia. De typesoort Nakalipithecus nakayamai is in 2007 benoemd en beschreven door Yutaka Kunimatsu, Masato Nakatsukasa, Yoshihiro Sawada, Tetsuya Sakai, Masayuki Hyodo, Hironobu Hyodo, Tetsumaru Itaya, Hideo Nakaya, Haruo Saegusa, Arnaud Mazurier, Mototaka Saneyoshi, Hiroshi Tsujikawa, Ayumi Yamamoto en Emma Mbua. De naam van het geslacht verwijst naar de Keniaanse regio Nakali, waar het fossiel gevonden werd, terwijl de soortaanduiding de Japanse geoloog Nakayama eert, die aan het project deelnam en tijdens zijn werkzaamheden is overleden.
Het holotype is KNM-NA46400, gevonden in een laag van de bovenste Nakaliformatie die 9,9 tot 9,8 miljoen jaar oud is. Het bestaat uit een stuk rechteronderkaak met daarin nog de drie kiezen. Daarnaast werden nog elf tanden toegewezen. Het betreft een eerste linkervoortand (specimen KNM-NA47592); een bovenste rechterhoektand (KNM-NA47594); een bovenste derde rechterpremolaar (KNM-NA46431); een bovenste vierde linkerpremolaar (KNM-NA46430); een bovenste eerste rechterkies (KNM-NA47591); een onderste tweede rechtervoortand (KNM-NA46425); een onderste derde linkerpremolaar (KNM-NA46423); een vierde onderste rechterpremolaar (KNM-NA46424); een onderste derde rechterkies (KNM-NA46429); een onderste derde linkerkies (KNM-NA46436); en een onderste vierde linkerpremolaar van een melkgebit (specimen KNM-NA46435).

## Beschrijving

### Grootte
Nakalipithecus had vermoedelijk een omvang gelijk aan een vrouwelijke gorilla of orang-oetan. Dat is een aanzienlijke grootte voor een mensaap uit het Mioceen.

### Onderscheidende kenmerken
In 2007 werd één kenmerk vastgesteld dat uniek was voor de Hominoidea en dus kan gelden als een autapomorfie hoewel dit niet formeel zo werd aangeduid. Bij vrouwtjes heeft de bovenste hoektand een lage kroon die even lang is als breed en aan de tongzijde van de basis een doorlopende verdikking ofwel cingulum bezit die zeer hoog en afstaand is en uitloopt in een extreem grote knobbel.

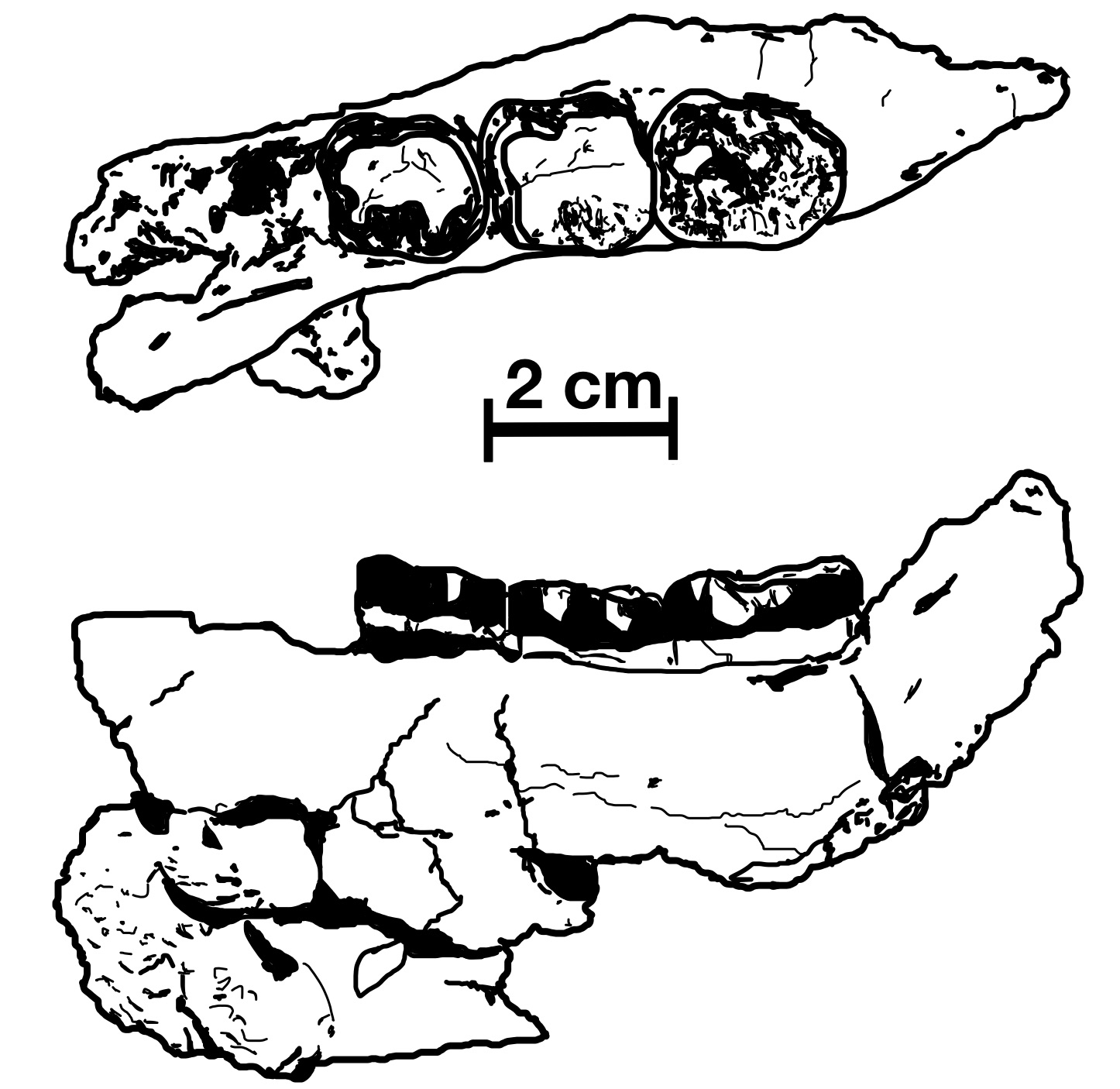
Het holotype

Verder werd er een diagnose gegeven in de vorm van een opsomming van typerende kenmerken. Die waren ieder op zich niet uniek. De onderkaak heeft aan de binnenzijde en onderaan een versterkende beenring, de torus inferior, die goed ontwikkeld is en naar achteren doorloopt tot het midden van de eerste kies. Ter hoogte van de eerste kies heeft de kaakwand een dikte overdwars die ongeveer 45% bedraagt van de hoogte. De eerste kies is relatief groot ten opzichte van de tweede en derde kies. De derde kies is aanzienlijk groter dan de tweede en is langwerpig in het verlengde van de tandenrij, dus ten opzichte van de breedte van de tongzijde naar de lipzijde. De kiezen hebben een dik glazuur. De overgang tussen het glazuur en het dentine is tamelijk vlak. Hun knobbels zijn gezwollen en staan relatief aan de buitenzijden. Hun cingulum is beperkt maar duidelijk aanwezig. De tweede onderste voortand is smal in vooraanzicht met een lange slanke kroon maar dik van lipzijde naar tongzijde gemeten. De onderste derde premolaar is op het kauwvlak bezien niet in enige richting verlengd maar driehoekig met de kam aan de tongzijde uitstekend en een brede uitholling aan de zijde van de vierde premolaar. De onderste vierde premolaar is breed met gezwollen knobbels die aan de buitenzijden staan. De bovenste eerste kies is wat verlengd in de richting van de tandenrij; de breedte van tong naar lip bedraagt daar 92,5% van. Op de achterhoek van de zijde aan de tweede kies staat nog een kort maar duidelijk rudiment van een cingulum. De bovenste eerste voortand heeft een lage kroon en is in vooraanzicht breed met een sterk gekromde binnenrand, een sterk verheven cingulum aan de tongzijde en op die zijde een brede afgeronde verticale richel die van het cingulum naar de snijrand loopt samen met enkele andere verticale rimpels. De bovenste hoektand heeft een lage kroon en is in dwarsdoorsnede even lang als breed. Aan de tongzijde is het doorlopende cingulum hoog verheven en voorzien van een opvallende knobbel. De bovenste premolaren zijn langwerpig met aan de randen van het kauwvlak geplaatste gezwollen knobbels die weinig in vorm verschillen.

### Skelet
Nakalipithecus toont een aantal afgeleide kenmerken die erop wijzen dat hij basaal op de tak naar de gorilla's en chimpansees staat, na de splitsing met de menselijke tak. Zo is het tandemail dunner dan bij de meeste oudere mensapen en zijn de knobbels gezwollen. De eerste kies is groot. De onderkaak is echter weinig robuust wat eerder wijst op een positie voor de splitsing.

## Fylogenie
Nakalipithecus werd in 2007 basaal in de Hominoidea geplaatst. Het werd geopperd dat zijn positie in de stamboom basaler was dan Ouranopithecus.
Om twee redenen is de Nakalipithecus voor onze kennis van de evolutie van grote betekenis: In de eerste plaats vormt dit fossiel, tezamen met de in Griekenland gevonden overblijfselen van de sterk erop gelijkende Ouranopithecus, een sterke ondersteuning voor het vermoeden dat de evolutielijnen van chimpansee en mens niet later dan acht miljoen jaar geleden uiteen zijn gegaan. Nakalipithecus staat waarschijnlijk heel dicht bij de laatste gemeenschappelijke voorouder van chimpansee en mens. In de tweede plaats ondersteunt de vondst de opvatting dat de vroege ontwikkeling van de mens en zijn naaste verwanten zich volledig in Afrika heeft voltrokken. Vanwege het gebrek aan Afrikaanse vondsten van mensapen in de periode van vijftien tot zes miljoen jaar, de African Ape Gap, was er namelijk een concurrerende hypothese opgekomen, die inhield dat de evolutie van de mensapen weliswaar in Afrika was begonnen, maar dat de mensapen daar zo'n vijftien miljoen jaar geleden waren uitgestorven. Inmiddels hadden de Hominoidea zich echter ook naar Zuid-Azië en Europa verspreid, waar er een redelijk aantal vondsten van fossiele mensapen in die periode is gedaan. Vanuit Azië zouden de mensapen dan zes tot acht miljoen jaar geleden Afrika weer hebben gekoloniseerd. De vondst van de Nakalipithecus - tezamen met die van Samburupithecus en Chororapithecus - lijkt deze hypothese te weerleggen.

## Levenswijze
De tanden hebben een dik email, hetgeen erop wijst dat een groot deel van de voeding van Nakalipithecus bestond uit hard en vezelig plantenmateriaal.  De leefomgeving bestond vermoedelijk uit een min of meer open boslandschap.